# Paolo Rosola
Paolo Rosola (Gussago, 5 febbraio 1957) è un dirigente sportivo, ex ciclista su strada, pistard e mountain biker italiano.
Professionista su strada dal 1978 al 1990, vinse dodici tappe al Giro d'Italia, oltre ad una Milano Torino. Dal 2022 è direttore sportivo della General Store-Essegibi-F.lli Curia.

## Carriera
Fin dalle categorie giovanili abbina all'attività su strada anche il ciclocross e la pista, svolgendole entrambe a buon livello. Ottiene però su strada le maggiori soddisfazioni e grazie alle sue doti di velocista si conquista una notevole fama soprattutto sulle strade del Giro d'Italia, che lo vedono sempre protagonista praticamente per tutto il corso degli anni ottanta.
In totale conquista alla corsa rosa 12 vittorie di tappa dal 1981 al 1988, un bottino sicuramente notevole se si considera il fatto che si è trovato spesso a duellare negli sprint con avversari molto forti come Giuseppe Saronni, Francesco Moser, Guido Bontempi e lo svizzero Urs Freuler. Si trova a vestire anche la maglia rosa, in due tappe del Giro d'Italia 1983. Oltre alle affermazioni al Giro è riuscito anche ad ottenere alcune vittorie in brevi corse a tappe e nella Milano-Torino nel 1984.
Ha chiuso la carriera professionistica nel 1990 e al termine di essa si è dedicato con buoni risultati alla mountain bike, partecipando anche ai campionati del mondo 1991 nel downhill. Ad inizio anni novanta ha fatto parte dello staff tecnico della Gewiss mentre successivamente è rimasto nell'ambiente della mountain bike come allenatore e manager della campionessa olimpica Paola Pezzo. Dal 2015 al 2017 è direttore sportivo della formazione russa Gazprom-RusVelo, mentre dal 2022 affianca Giorgio Furlan nello staff della General Store-Essegibi-F.lli Curia.

## Palmarès

### Strada
- 1981 (Magniflex, tre vittorie)

2ª tappa Giro d'Italia (Bibione > Ferrara)
- 1983 (Atala, tre vittorie)

3ª tappa Giro d'Italia (Comacchio Lido Spina > Fano)
15ª tappa Giro d'Italia (Savona > Orta San Giulio)
18ª tappa  Giro d'Italia (Sarnico > Vicenza)
- 1984 (Bianchi, due vittorie)

Milano-Torino
12ª tappa Giro d'Italia (Rieti > Città di Castello)
- 1985 (Sammontana, tre vittorie)

9ª tappa Giro d'Italia (Matera > Crotone)
18ª tappa Giro d'Italia (Monza > Domodossola)
6ª tappa, 2ª semitappa Giro di Danimarca (Christiansborg > Christiansborg)
- 1986 (Sammontana, due vittorie)

3ª tappa Tour de Suisse (Liestal > Murten)
5ª tappa, 1ª semitappa Settimana Ciclistica Internazionale (Trapani > Partinico)
- 1987 (Gewiss, nove vittorie)

8ª tappa Giro d'Italia (Roccaraso > San Giorgio del Sannio)
10ª tappa Giro d'Italia (Bari > Termoli)
20ª tappa Giro d'Italia (Madesimo > Como)
2ª tappa Vuelta a España (Albacete > Valencia)
2ª tappa Settimana Ciclistica Internazionale
1ª tappa Coors Classic
2ª tappa Coors Classic
3ª tappa Coors Classic
6ª tappa Coors Classic
- 1988 (Gewiss, tre vittorie)

10ª tappa Giro d'Italia (Carrara > Salsomaggiore)
20ª tappa Giro d'Italia (Arta Terme > Lido di Jesolo)
5ª tappa, 2ª semitappa Giro di Danimarca (Køge > Slagelse)
- 1989 (Gewiss, due vittorie)

Gran Premio del Canton Argovia
3ª tappa Ruta del Sol (Cadice > La Palma del Condado)

## Piazzamenti

### Grandi Giri
- Giro d'Italia

1978: 82º
1979: 109º
1981: 103º
1982: ritirato
1983: 111º
1984: 94º
1985: 129º
1986: 117º
1987: 126º
1988: 102º
1989: 127º
1990: 139º
- Vuelta a España

1987: fuori tempo (7ª tappa)

### Classiche monumento
- Milano-Sanremo

1982: 46º
1984: 4º
1986: 76º
1987: 23º

### Competizioni mondiali
- Campionati del mondo di ciclismo su pista

Colorado Springs 1986 - Mezzofondo: 10º
- Campionati del mondo di mountain bike

Barga 1991 - Downhill: 5º